# Concierto para violín n.º 4 (Mozart)
El Concierto para violín n.º 4 en re mayor, K. 218 fue compuesto por Wolfgang Amadeus Mozart en 1775, en Salzburgo. El autógrafo de la partitura se preserva en la actualidad en la Biblioteca de la Universidad Jagellónica de Cracovia.Al parecer, lo compuso originalmente para tocarlo él mismo pero, tras dejar la Orquesta de la Corte de Salzburgo, cambió y actualizó el concierto para que lo tocara el sucesor de su cargo en la orquesta, Antonio Brunetti.

## Estructura
El concierto presenta la típica estructura rápido-lento-rápido y su interpretación dura unos 23 minutos. Consta de:
1. Allegro-forma sonata.
2. Andante cantabile.
3. Rondó (Andante grazioso - Allegro ma non troppo).